# Cerkiew św. Mikołaja w Arłamowie
Cerkiew św. Mikołaja w Arłamowie – nieistniejąca drewniana filialna cerkiew greckokatolicka, która znajdowała się w Arłamowie, w powiecie bieszczadzkim województwa podkarpackiego.
Cerkiew zbudowano w 1914, została zniszczona po II wojnie światowej.
Cerkiew należała do greckokatolickiej parafii w Kwaszeninie.